# 第二樂章 (2013年電視劇)
《第二樂章》（日语：第二楽章），為日本NHK於2013年4月16日起開播的週二晚間十點檔（電視劇10系列）。由羽田美智子主演。

## 概要
她們是最好的朋友，有著共同的音樂夢。她們一同追逐夢想，同時也是競爭對手。然而，其中一人因懷孕而離開音樂生涯，另一個人則成為了享譽國際的優秀音樂家。此時倆人已久未聯繫。但就在歷經16個年頭之後，她們倆又再次重逢。

看著這兩位女性迂迴曲折的友情牽絆，時而辛辣，時而溫馨。
所有一切，就交以優美的第二樂章來彩繪呈現。

## 劇情大綱
東和大學入學甄試，是茉莉（羽田美智子飾）和津奈美（板谷由夏飾）友誼的起點，同時倆人也是小提琴上的對手。後津奈美因懷有身孕而結束小提琴手的生涯，而茉莉則成為了國際知名小提琴演奏家。16年後，因芝加哥樂團的凱旋公演而短暫返國的茉莉，便和久未連繫的大學好友津奈美重逢了…

## 登場人物

### 東京國民交響樂團
- 白瀨 茉莉　 羽田美智子 飾　（少女：大後壽壽花）

芝加哥管絃樂團團長。在過去還是旗下樂團時期，為了獲得在音樂會上獨奏的資格，和好友津奈美一同競爭。後為爭取到機會而將津奈美懷孕一事告知團長，使自己能獲得資格。幾年後，為了音樂會短暫返國，並與學生時代的好友津奈美重逢了。
- 遠藤 奈津美 　板谷由夏 飾　（少女：荒井萌）

前小提琴手。和茉莉是大學時代的手帕交，原本和茉莉一同競爭上臺獨奏之機會，因懷有身孕決定退團，從此過著幸福的婚姻生活。但對於退出一事，由於深感好友的背叛，在心中留下了陰影，使其不再碰音樂。現為專職的家庭主婦。
- 遠藤 一登　 谷原章介 飾

津奈美之夫。和津奈美及茉莉同屬一個樂團的大提琴手。後因津奈美懷孕而與其一同退團。
- 遠藤 鈴奈（16） 　門脇麦 飾

一登、津奈美之女。高中生。目前為小提琴修習生，對於茉莉十分憧憬。
- 小宮山 露美香　 久世星佳 飾

前樂團團員。大提琴手。現有一自由樂團。
- 岡 真知子　 久保田磨希 飾

前樂團團員。
- 富永 雅也　 田中圭 飾

舞臺經理。 茉莉和奈津美在樂團的時候作為助理工作。 對奈津美獨特的演奏記憶猶新。
- 櫻井 信一郎 　串田和美 飾

從指揮家轉戰的樂團團長。

### 其他
- 白瀨 歌子 　森山良子 飾

茉莉的母親。經營著一家小吃店。
- 遠藤 久代 　白川由美 飾

一登的母親。
- 熊谷 美紀（16） 　佐佐木萌詠 飾

鈴奈的同學。

## 製作團隊
- 劇　本：金子亞里莎
- 音　樂：渡邊焌幸
- 導　演：岡田健、木內健人、田中英治
- 主題曲：山下達郎《組成》（ワーナーミュージック・ジャパン）
- 演　奏：交響東京交響樂團、臉部音樂
- 小提琴獨奏：奧村愛
- 樂團顧問：新村鷗子
- 小提琴指導：荒井章乃
- 大提琴指導：海野幹雄
- 醫事監修：片山雅彥
- 護理指導：石田喜代美
- 綜合製作：小松昌代（NHK電視公司）、藤澤浩一（NHK節目部）
- 製　作：NHK電視公司
- 總製作：NHK

## 副標題
| 各回   | 放送日        | 副標題 | 中譯副標題                       | 導演     |
| ------ | ------------- | ------ | -------------------------------- | -------- |
| 第1回  | 2013年4月16日 | }}     | 預感～forte（強烈的）            | 岡田健   |
| 第2回  | 2013年4月23日 |        | 後悔～mezzo-piano（些許微弱）    | 岡田健   |
| 第3回  | 2013年4月30日 |        | 秘密～mezzo-forte（些許強烈）    | 木內健人 |
| 第4回  | 2013年5月7日  |        | 約定～pianissimo（相當微弱）     | 田中英治 |
| 第5回  | 2013年5月14日 |        | 回憶～crescendo（逐漸增強）      | 岡田健   |
| 第6回  | 2013年5月21日 |        | 十字路口～feroce（瘋狂地）       | 木內健人 |
| 第7回  | 2013年5月28日 |        | 告白～adagio（慢慢地）           | 岡田健   |
| 第8回  | 2013年6月4日  |        | 決心～fortepiano（由強急轉為弱） | 田中英治 |
| 最終回 | 2013年6月11日 |        | 誕生～cantabile（歌唱）          | 岡田健   |

## 外部連結
- NHK 本劇官網 （页面存档备份，存于）（日語）

| NHK 電視劇10                          | NHK 電視劇10                                      | NHK 電視劇10 |
| ------------------------------------- | ------------------------------------------------- | ------------ |
|                                       | 第二樂章 （2013.4.16 - 2013.6.11）                |              |
| 陽光照耀之地 （2013.1.8 - 2013.3.12） | 激流 ～你還記得我嗎？～ （2013.6.25 - 2013.8.13） |              |